# کالیبر ۳۷۵ اچ‌انداچ مگنوم
کالیبر ۳۷۵ اچ‌انداچ مگنوم (انگلیسی: .375 H&H Magnum) یا کالیبر ۳۷۵ هلنداندهلند مگنوم (انگلیسی: .375 Holland & Holland Magnum) یا کالیبر ۷۲٫۴×۹٫۵ میلی‌متر (انگلیسی: 9.5×72.4mm) یک فشنگ تسمه دار، بدون لبه و دارای گلوگاه است که توسط هلنداندهلند در سال ۱۹۱۲ معرفی شد.